# 布拉克斯
布拉克斯（法語：Brax，法語發音：[bʁaks]）是法国上加龙省的一个市镇，属于图卢兹区。

## 地理
布拉克斯（43°36'49"N, 1°14'21"E）面积4.42 平方千米，位于法国奧克西塔尼大區上加龙省，该省份为法国西南部内陆省份，西南端与西班牙接壤，自此顺时针与上比利牛斯省、热尔省、塔恩-加龙省、塔恩省、奥德省和阿列日省接壤。
与布拉克斯接壤的市镇（或旧市镇、城区）包括：拉塞尔-普拉代尔、莱格万、皮布拉克、拉塞尔。
布拉克斯的时区为UTC+01:00、UTC+02:00（夏令时）。

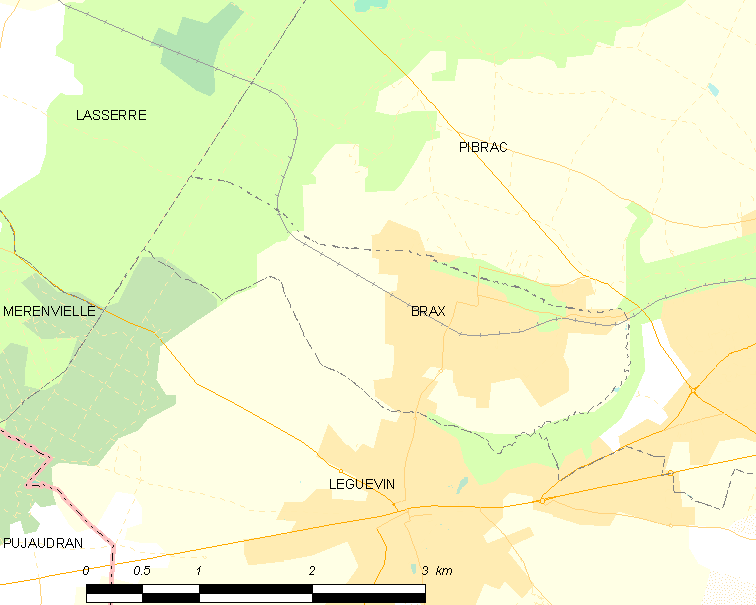
布拉克斯的OSM定位图

## 行政
布拉克斯的邮政编码为31490，INSEE市镇编码为31088。

## 政治
布拉克斯所属的省级选区为图卢兹第七县。

## 人口

1962-2008年间布拉克斯人口变化图示

布拉克斯于2022年1月1日时的人口数量为2938人。

## 图集

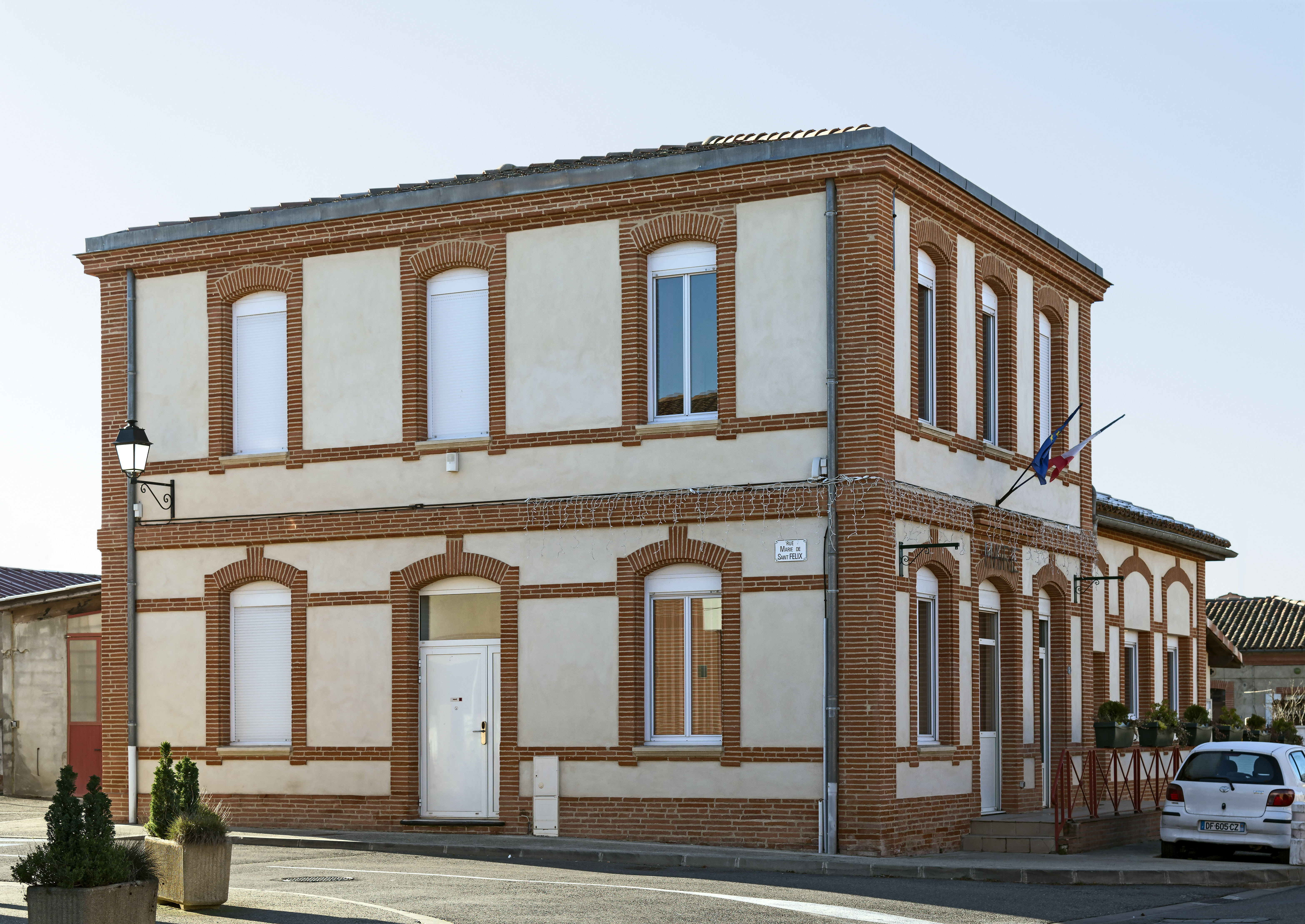
市政厅
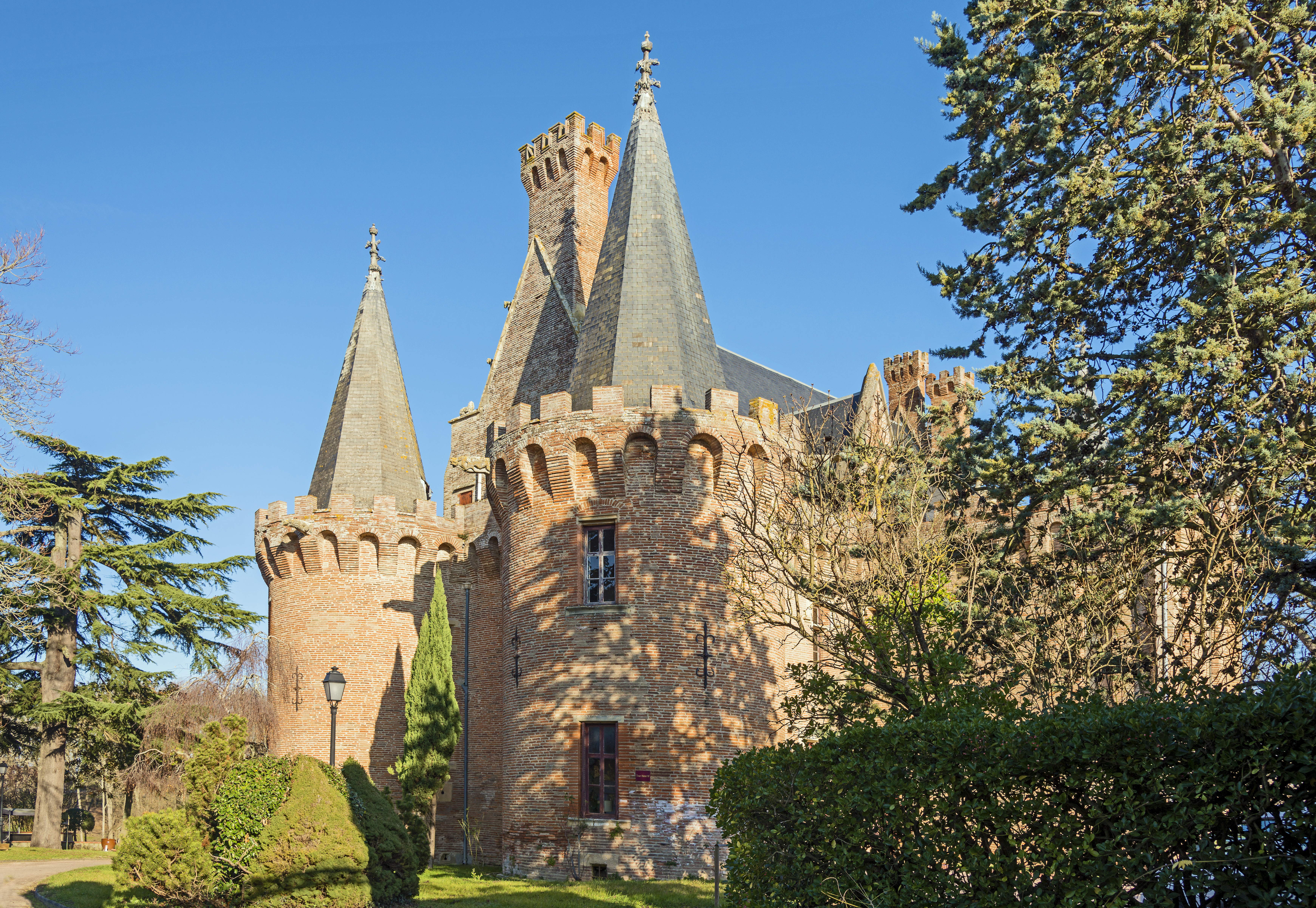
城堡
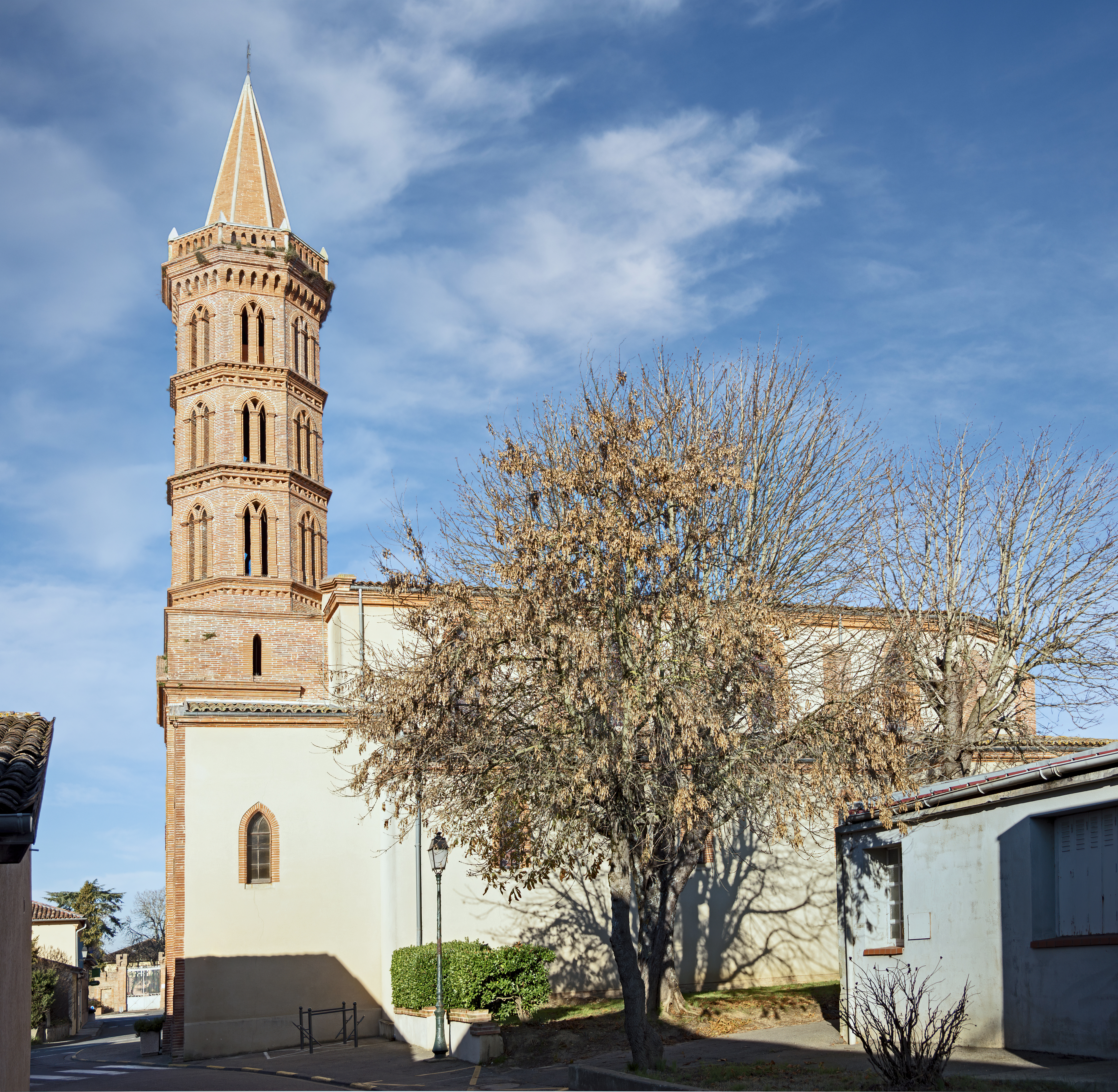
教堂
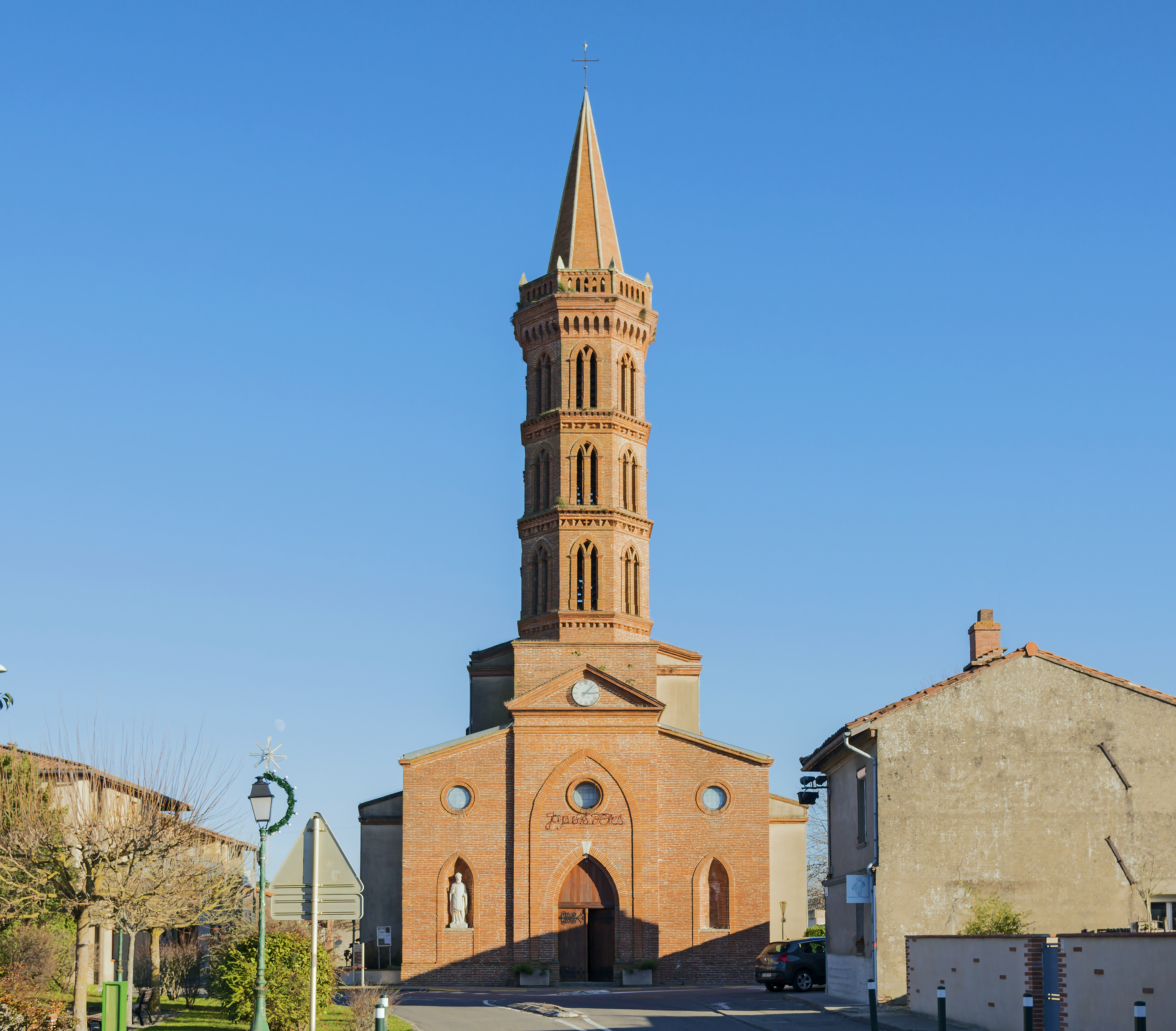
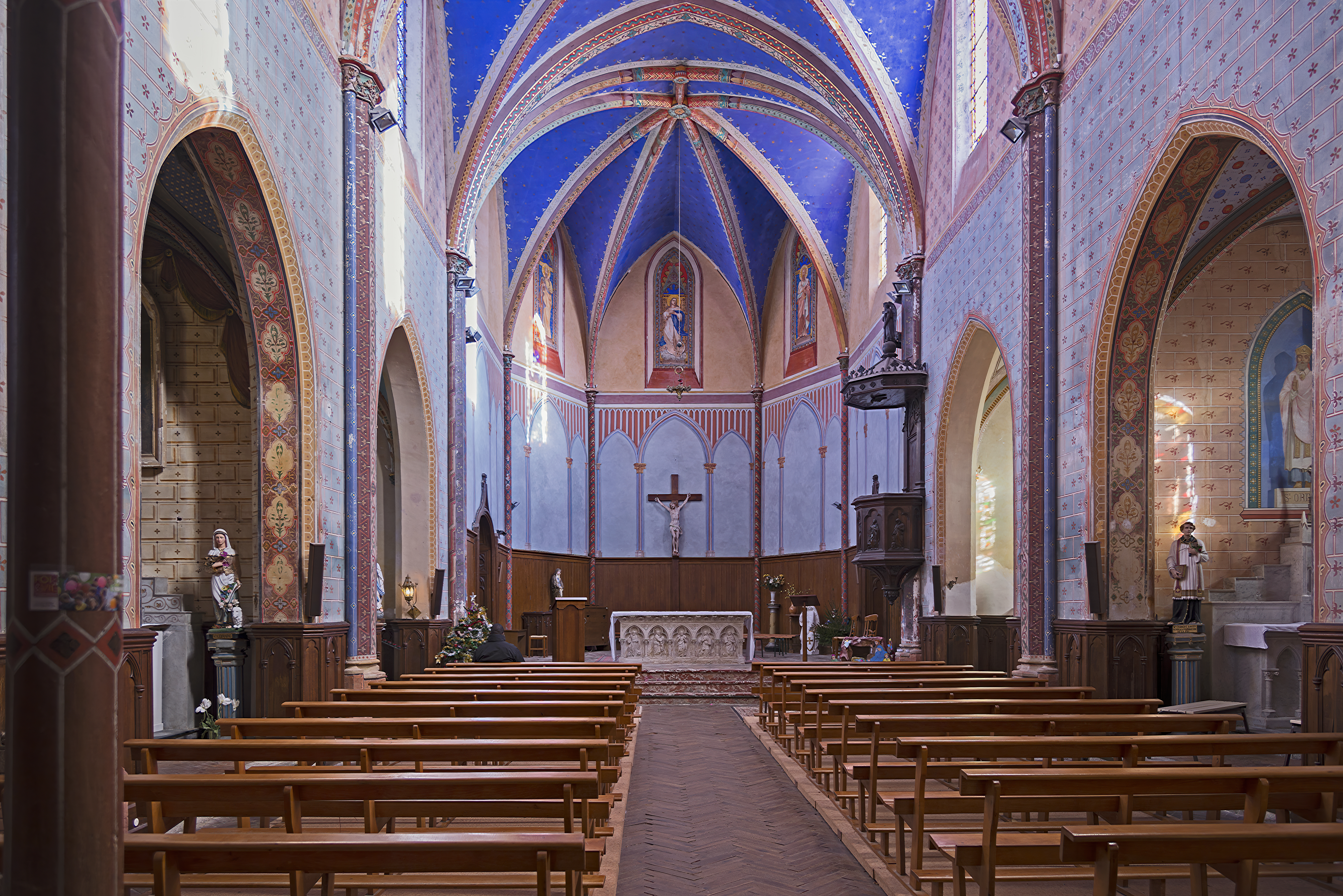
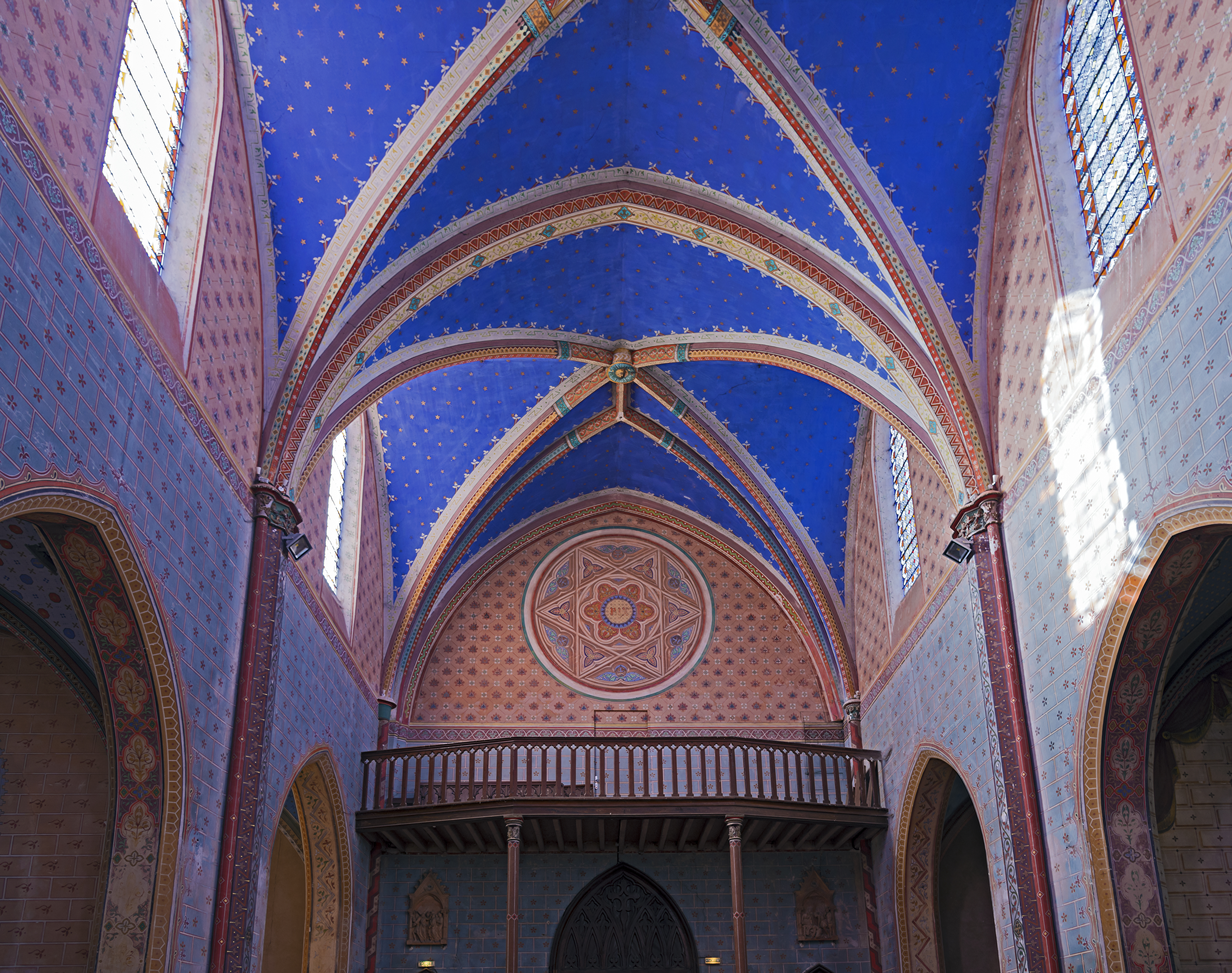